# Breviarium van Maria van Savoye

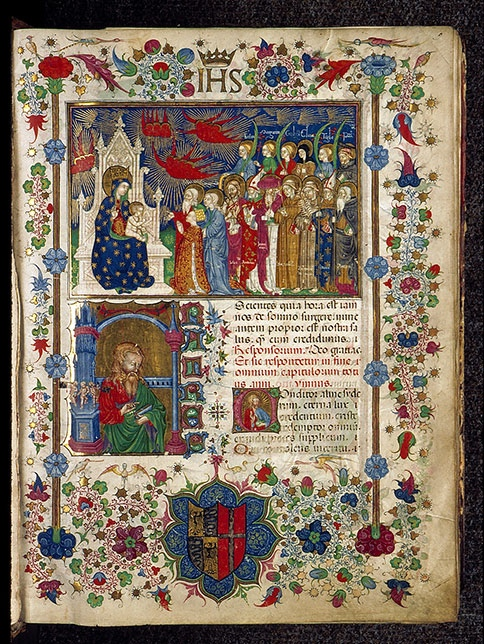
Breviarium van Maria van Savoye, f009.

Het Breviarium van Maria van Savoye is een franciscaans brevier gemaakt tussen 1428 en 1447 in Lombardije, waarschijnlijk in de buurt van Milaan.   Het handschrift wordt nu bewaard in de Bibliotheek van Chambéry (Médiathèque Jean-Jacques Rousseau) als MSS C4.

## Geschiedenis
De opdracht voor het manuscript werd waarschijnlijk gegeven door Filippo Maria Visconti hertog van Milaan, als geschenk ter gelegenheid van zijn huwelijk met Maria van Savoye in 1428. De wapens van Visconti en Savoye zijn terug te vinden, onder meer onderaan op f9r en op f319r vindt men een nota die zegt dat het boek eigendom was van Marie de Savoie. Het werd waarschijnlijk gemaakt tussen 1431 en 1438 onder de leiding van de Italiaanse Meester van de Vitae Imperatorum. Enkele pagina’s (ff436v-438v) zijn verlucht door Belbello da Pavia. Het boek lag waarschijnlijk lange tijd verborgen onder een hoop oud papier in het kasteel van Chambéry en ontsnapte op die manier aan plundering en vernieling. Het kwam onder onbekende omstandigheden terecht in de bibliotheek van Chambéry tussen 1820 en 1828.

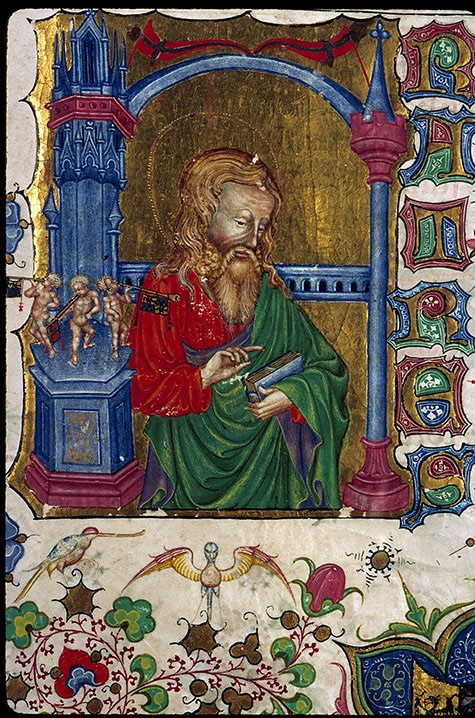
Breviarium van Maria van Savoye, f009, Paulus.

## Beschrijving

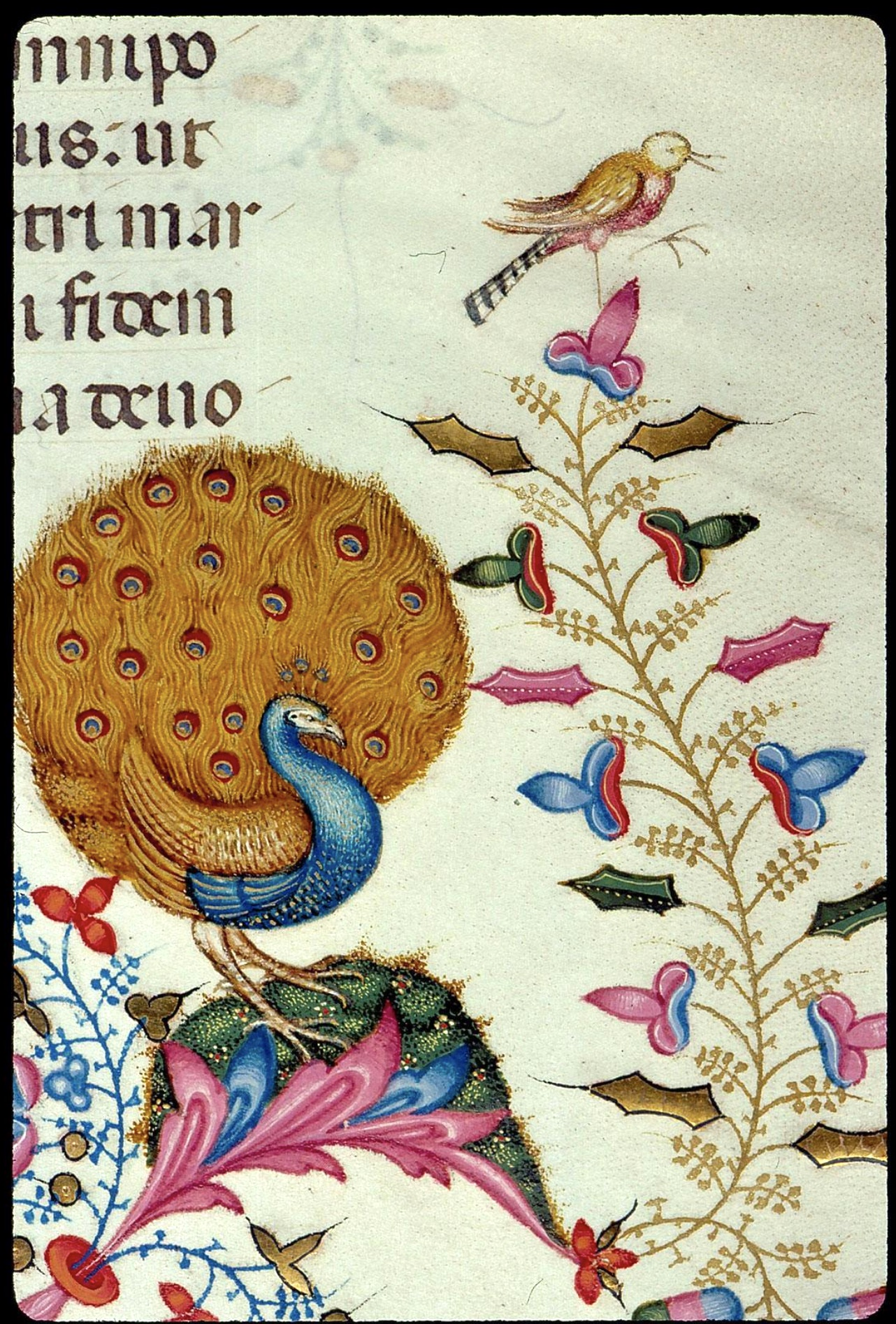
Breviarium van Maria van Savoye, f470, Pauw.

Het handschrift bestaat uit 724 perkamenten folia van 305 x 230 mm. De binnenmarge is 25 mm  breed, de buitenmarge 50 mm. De tekst  is geschreven in het Latijn in twee kolommen van 30 lijnen, met een tussenspatie van 17 mm.

## Inhoud
- Fol. 2. Kalender:[3]
  - Het manuscript bevat een franciscaanse heiligenkalender op de folia 2v tot 7r. De kalender heeft een bladzijde per maand en is niet versierd op het monogram KL na. Het is gemaakt in bladgoud op een geschilderde achtergrond. Elk blad heeft in de inleiding twee verzen die verwijzen naar de Egyptische dagen, het eerste geeft de dag aan, het tweede de periode binnen de dag. Daarnaast is er de klassieke tekst met de naam van de maand, het aantal dagen, het aantal maan-dagen en het aantal uren in de nacht en de dag. De kalender telt vijf kolommen. We vinden het numerus aureus in de eerste kolom en de zondagsletter in de tweede kolom. In de derde en vierde kolom vinden we het dagnummer uitgedrukt op de Romeinse wijze met calendae, nonae en idus. In de vijfde kolom is de heilige of het gevierde feest opgegeven. Naast de feestdag wordt in de kalender ook de rangorde van het feest opgegeven: semiduplex, duplex minus, duplex, duplex maius, non transferetur en solenne generaliter. Deze rangorde wordt onder meer gebruikt om na te gaan welke gebeden voorrang krijgen als variabele feestdagen samenvallen met de herdenking van een heilige.
- Fol. 9. Het tijdeigen
  - Het tijdeigen bevat de gebeden voor het kerkelijk jaar volgens de kerkelijke kalender die begint bij de advent. Voor elke dag worden dan de gebeden gegeven die tijdens de verschillende gebedsstonden (metten, lauden, priem, terts, sext, none, vespers en completen) moeten gebeden worden. Die gebeden bestaan uit hymnen, psalmen, lezingen uit het Oude- en het Nieuwe Testament, predicaties van de kerkvaders en dergelijke meer. Het tijdeigen bevat enkel de gebeden die typisch zijn voor de behandelde dag. Voor terugkerende gebeden zoals de hymnen, psalmen en kantieken wordt niet het gebed opgenomen maar een verwijzing naar het gedeelte van het boek waar het betrokken gebed kan teruggevonden worden.
- Fol. 319. Het psalter met de litanie van alle heiligen
- Fol. 409. Het eigene der heiligen[5]
- Fol. 667. Het gemeenschappelijke der heiligen,[6]
- Fol. 718. Diverse gebeden en officies
- Fol. 731. Gebeden tot de Heilige Maagd
- Fol. 733. Tabellen voor de berekening van de kalenderdagen

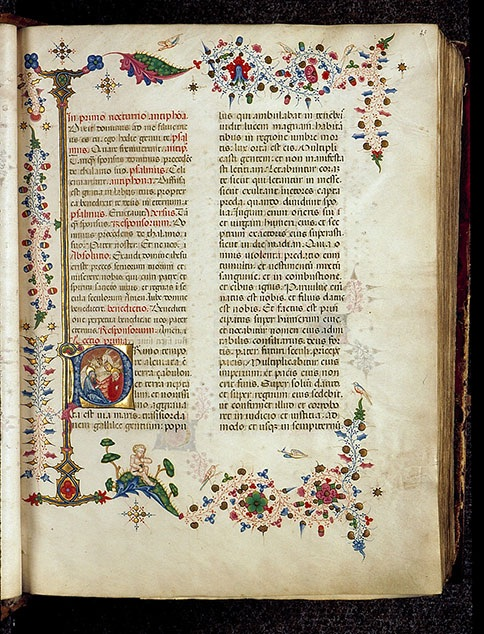
Breviarium van Maria van Savoye, f045, Kerstgebeuren.

## Verluchting

### Algemeen
Het handschrift bevat een inleidende halfbladminiatuur na de kalender en verder zijn er honderdenzeven gehistorieerde initialen op een gouden of eenkleurige achtergrond. Ze zijn meestal zes lijnen hoog maar er zijn er een paar kleinere (4 lijnen) en de grootste is 12 lijnen hoog. De initialen lopen uit in bloemen- en bladerenraken in de marges, die in de boven- en ondermarge worden ontwikkeld tot landschapjes waarin kinderen spelen of die bevolkt zijn met allerlei wilde en tamme dieren, vogels en insecten. Dit werk is bekend voor zijn talrijke dierenafbeeldingen met onder meer patrijzen, fazanten, parelhoenders, parkieten, duiven, pauwen, vossen, fretten, hermelijnen, marters, ezels, paarden, geiten, honden, hazen, herten, leeuwen, panters, apen en schildpadden.
Er zijn ook een groot aantal gekleurde initialen van zes  lijnen hoog, op een gouden achtergrond, versierd met bladmotieven in het binnenste van de letter. Aan die initialen ontspruiten staven met bloemen en bladeren ernaast en aan het einde, in de onder- en bovenmarge, bloemen en takken waarop soms vogels, engelen, draken en andere figuren afgebeeld zijn. Vanaf f50 tot f108 zijn ze slechts drie lijnen hoog.
Daarnaast zijn er talloze gouden initialen van drie lijnen hoog, op een gekleurde achtergrond (champie initiaal). Deze initialen hebben bovenaan en onderaan in de marge een takje met gouden blaadjes..
In het psalter (f319-f408) worden er ook gekleurde en gouden initialen van een lijn hoog gebruikt aan het begin van de psalmverzen, naast de initialen van drie lijnen hoog aan het begin van de psalmen of secties. In het psalter worden er geen gekleurde initialen op gouden achtergrond van zes lijnen hoog gebruikt. Vanaf f576 tot f602 komen de een lijn initialen ook nog voor maar zeer sporadisch.

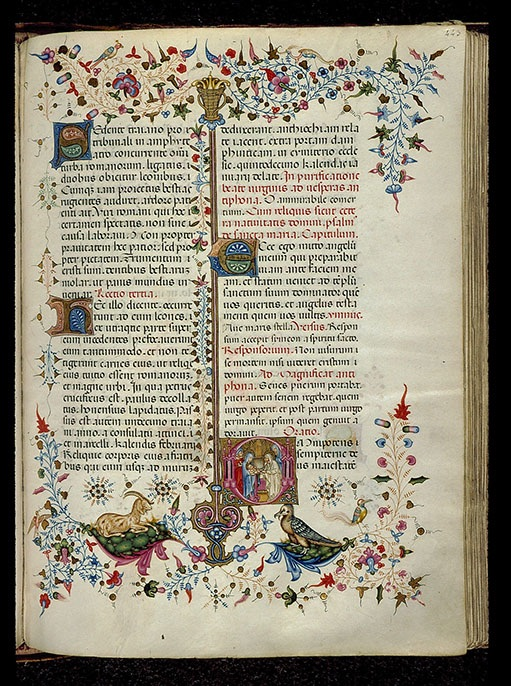
Breviarium van Maria van Savoye, f443, Presentatie in de tempel.

### Miniatuur
De enige miniatuur in het handschrift is een voorstelling van de presentatie van Maria van Savoye aan de getroonde Heilige Maagd met Jezus op haar schoot. De geknielde Maria van Savoye wordt geflankeerd door Johannes de evangelist en Maria Magdalena die vergezeld worden doorJohannes de Doper, Ambrosius van Milaan, Hiëronymus van Stridon, Franciscus van Assisi, Antonius van Padua, Lodewijk van Toulouse, Antonius van Egypte, Petrus van Verona,  Catharina van Alexandrië, Margaretha van Antiochië, Cecilia, Clara van Assisi en Thekla van Iconium .

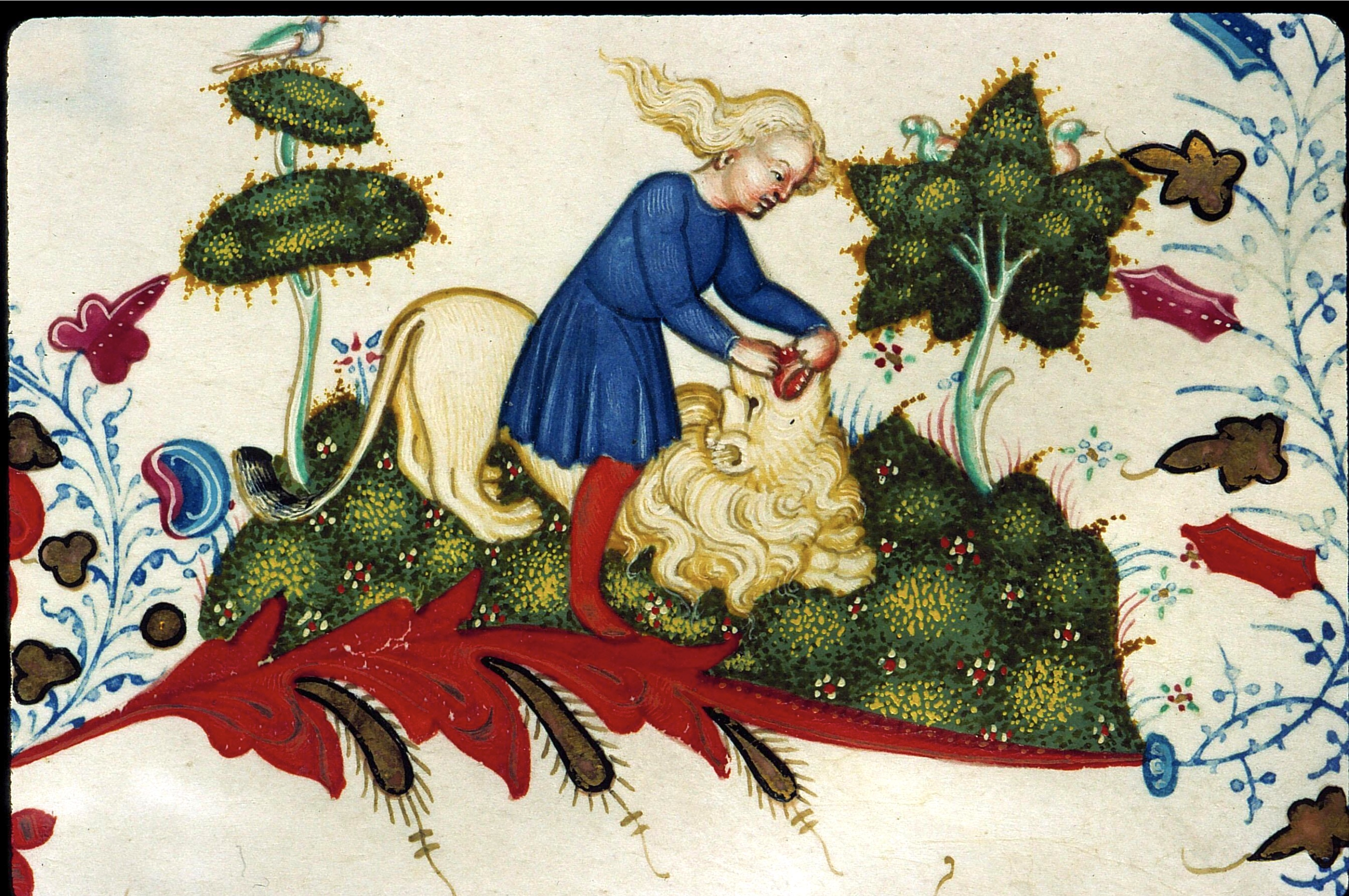
Breviarium van Maria van Savoye, f443, Samson en de leeuw.

### Gehistorieerde initialen
- f9r: 14, De heilige Paulus (Fratres scientes quia hora...).
- f9r,4, Christus in buste, zegenend en met een globe in zijn hand
- f9v, 6, God de Vader, zegenend en met een globe in zijn hand
- f45r, 6, Kerstgebeuren
- f52r, 6, Johannes op Patmos
- f74r, 3, Aanbidding der Wijzen
- f111r, 12, De schepping van Adam en Eva
- f162r, 6, Kruisiging met de Heilige Maagd en Johannes
- f189v, 9, Verrijzenis van Christus
- f221v, 5,  Hemelvaart van Christus
- f230v, 9, Pinksteren
- f239r, 6, Genadestoel
- f241v, 6, Laatste Avondmaal
- f319r, 11, God in majesteit, zegenend en met een globe in zijn hand
- f319v, 10, David spelend op een psalterium (psalm 1)
- f340r, 7, David wijst zijn ogen aan, God de Vader kijkt toe (psalm 26)
- f346v, 6, David toont zijn mond (psalm 38)
- f353r, 6, Een gek (psalm 52)
- f359r, 6, David wordt uit het water gered door God (psalm 68)
- f368v, 6 Muzikanten spelend op een tamboerijn, een gigue, een psalterium en een trompet terwijl God de Vader toekijkt. (psalm 80)
- f385r, 6, Franciscaanse monniken zingend voor een lessenaar (psalm 97)
- f394v, 9, De Heilige Drievuldigheid (psalm 109)

Vanaf f309 krijgen we uitsluitend nog afbeeldingen van heiligen. Op f466r vinden we in de ondermarge het gevecht van Joris met de draak.

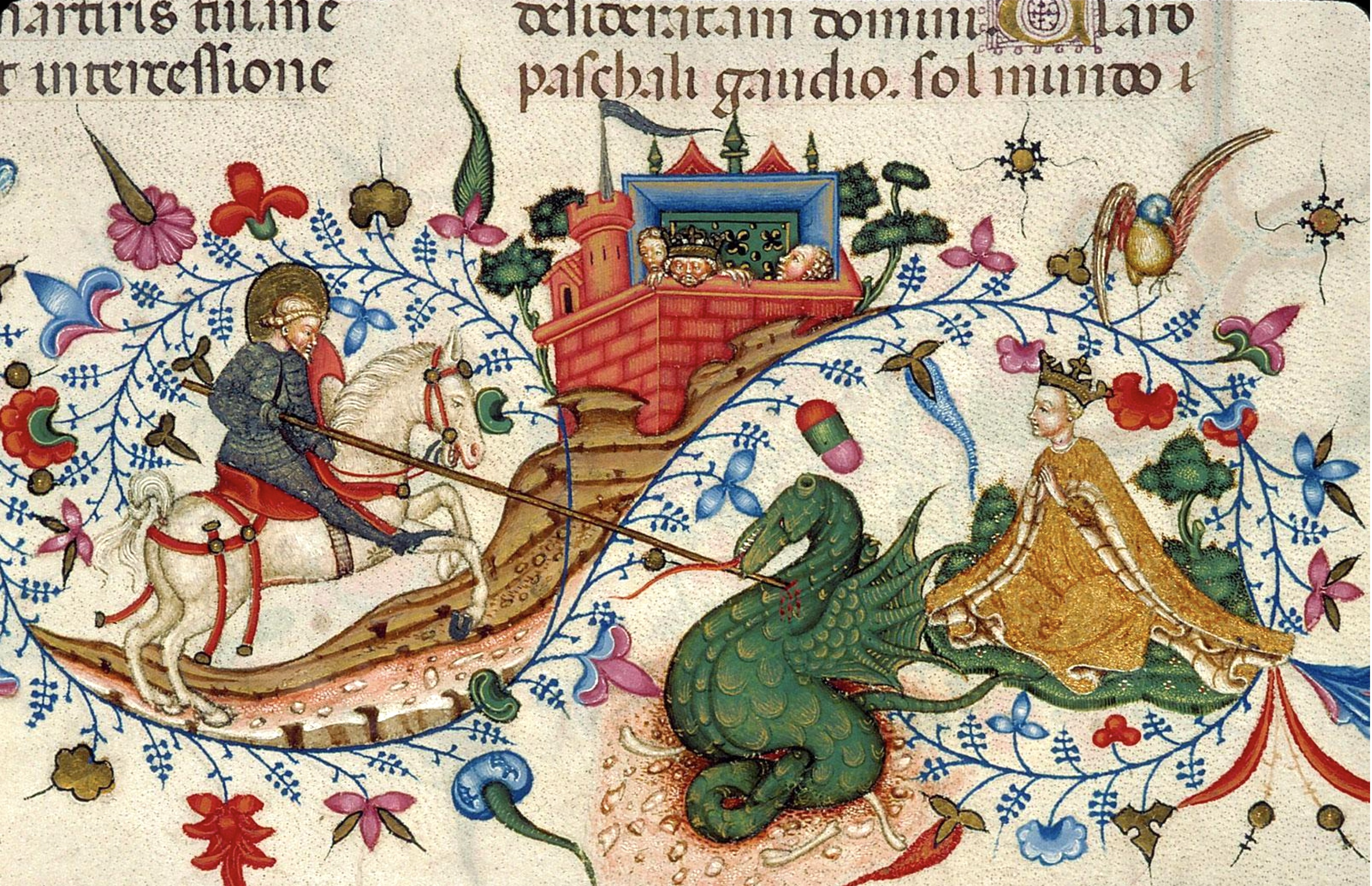
Breviarium van Maria van Savoye, f443, Gevecht tussen St. Joris en de draak.

### Verluchters
De kwaliteit van de gehistorieerde initialen is zeer variabel. Bijvoorbeeld de Paulus op f9r en de Saturninus op f409r zijn van superieure kwaliteit met een vaste tekening, een nobele expressie van de afgebeelde heiligen en een spetterend kleurenpalet. Andere afbeeldingen zijn eerder banaal met een zwakke compositie en een armzalig palet. De initialen op de ff. 435 tot 438 zijn met zekerheid van een andere hand geïdentificeerd als Belbello da Pavia. Als verluchter wordt het atelier van de Maestro delle Vitae Imperatorum aangewezen. Het verschil in kwaliteit van de verluchting is te verklaren door atelierwerk.

## Web links
- Bréviaire de Marie de Savoie online raadplegen. Klik op het tekstsymbool om de lijst van afbeeldingen te tonen, van waar men een specifieke afbeelding kan oproepen.

Belleville-breviarium · Breviarium-Grimani · Breviarium van Beatrijs van Assendelft · Breviarium van Isabella van Castilië · Breviarium Mayer van den Bergh · Breviarium van Margaretha van York · Breviarium van Matthias Corvinus · Breviarium van Oderisius